# Mittelrhein-Klettersteig Boppard

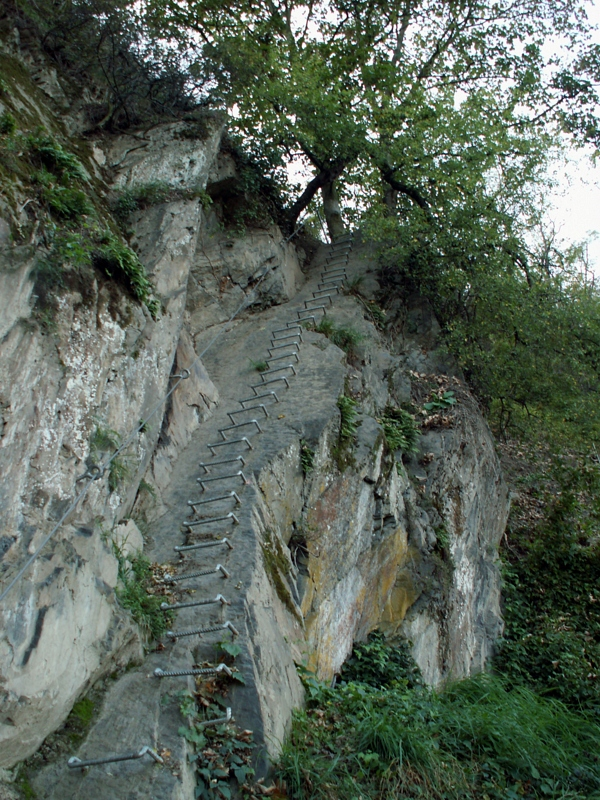
Kleiner Abschnitt des Klettersteigs

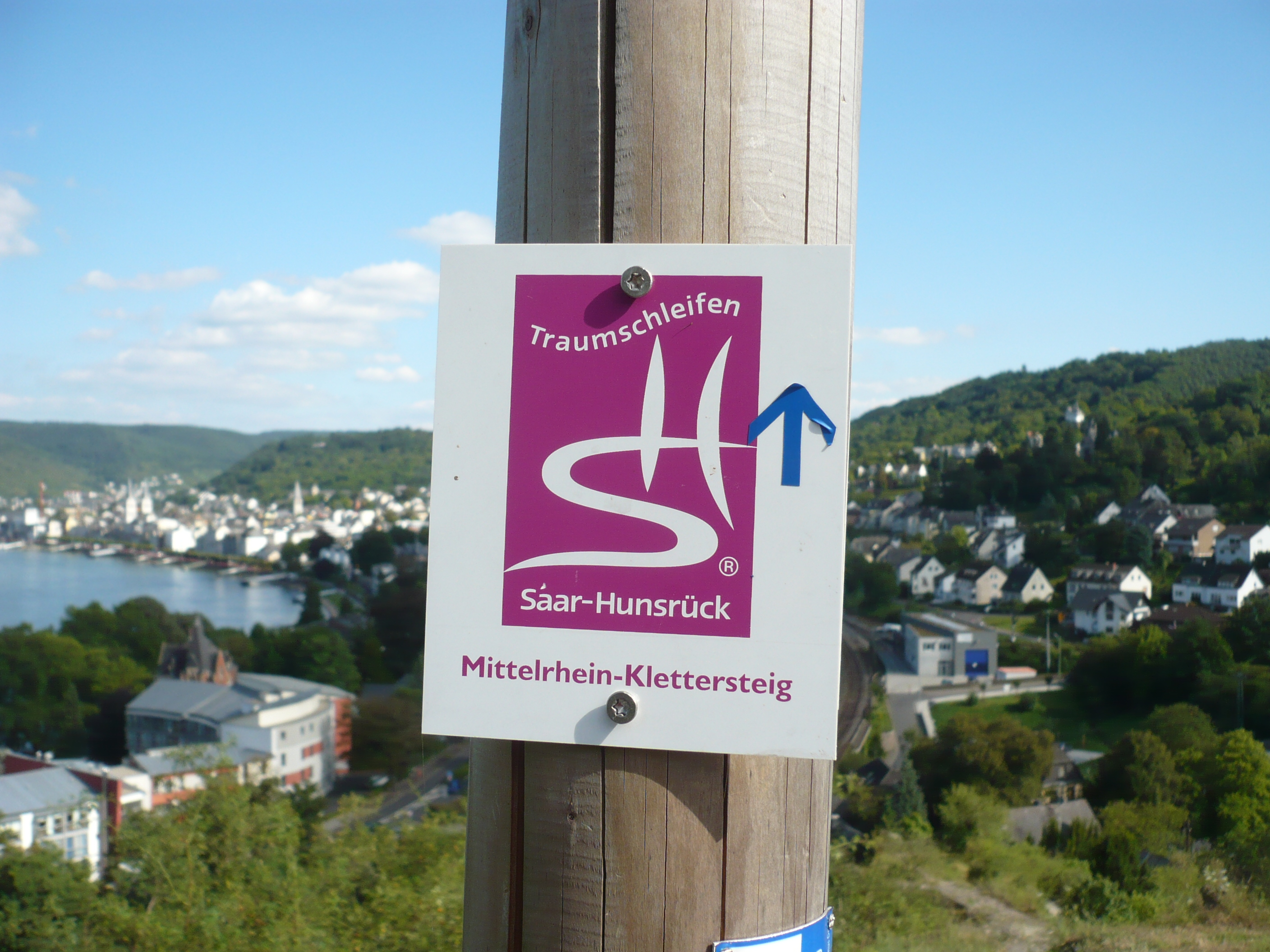
Wegmarke des Klettersteigs im Hintergrund Boppard

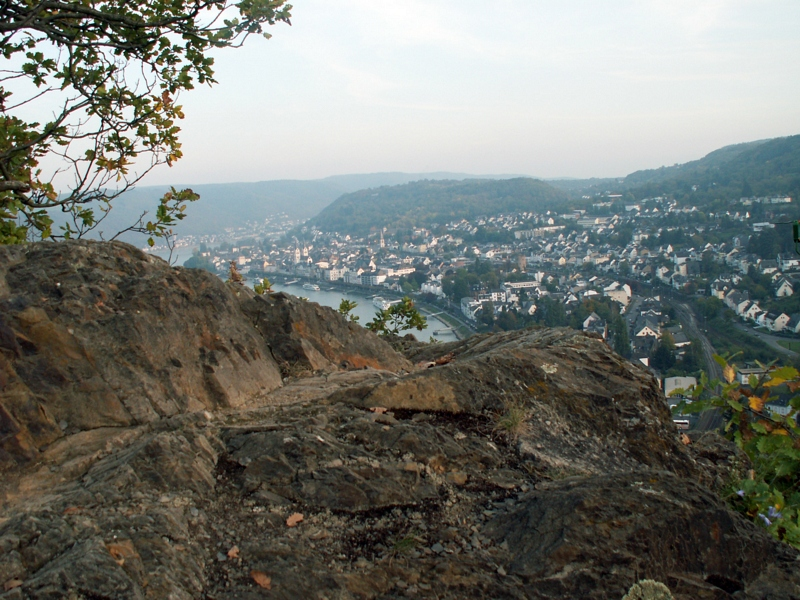
Blick auf Boppard vom Klettersteig aus

Der Mittelrhein-Klettersteig Boppard (auch kurz Mittelrhein Klettersteig oder Mittelrhein-Klettersteig) gilt als einer der wenigen alpinen Klettersteige nördlich der Alpen.
Der Klettersteig befindet sich auf der linken Rheinseite bei Boppard im Rhein-Hunsrück-Kreis in Rheinland-Pfalz. Vom Deutschen Wanderinstitut wurde der Klettersteig mit 92 Erlebnispunkten ausgezeichnet. Der Wanderweg Mittelrhein-Klettersteig Boppard ist inzwischen teilweise in den Fernwanderweg Saar-Hunsrück-Steig, der bis Boppard verlängert wurde, integriert.

## Lage und Entstehung
Der Zustieg erfolgt am westlichen Ortsausgang von Boppard an der Sesselbahn im Mühltal. Der Klettersteig startet auf dem Zustieg zum Hirschkopf. Er wurde im Sommer 2006 eingeweiht und entstand in Zusammenarbeit mit dem Deutschen Alpenverein unterhalb des Bereiches Gedeonseck/Vierseenblick. Er verläuft an den Schieferfelsen oberhalb der Weinlage Bopparder Hamm und ist teilweise Bestandteil des Fernwanderwegs Rheinburgenweg. Auf dem weiteren Wanderweg kommt man am Vierseenblick vorbei und kann mit der Sesselbahn Boppard nach Boppard abfahren oder das letzte Stück runterlaufen. Als Alternative gibt es einen direkten Abstieg vom Klettersteigende durch das Ewigbachtal zur B9.

## Ausstattung und Schwierigkeitsgrad
Der Klettersteig enthält elf Kletterpassagen an steilen Felswänden. Der Schwierigkeitsgrad wird als mäßig schwierig (B) angegeben. Es sind 300 Höhenmeter zu überwinden. Es wurden für den Klettersteig 10 Leitern, 130 Trittbügel und 180 Meter Drahtseil in den Felsen verbaut. Die Gesamtgehzeit beträgt zweieinhalb bis drei Stunden. Schwierige Passagen können mittels Wanderwege umgangen werden. Vor Ort kann Kletterausrüstung ausgeliehen werden.